# Nervio torácico largo
El nervio torácico largo o nervio respiratorio de Bell proviene del plexo braquial, de las ramas anteriores de C5, C6 y C7 Desciende verticalmente, por posterior al plexo braquial, y luego sobre la pared lateral del tórax, posteriormente a la arteria torácica lateral, entregando una rama para la inervación a cada vientre del músculo serrato anterior.

## Imágenes

Plexo braquial
Esquema del plexo braquial con los segmentos espinales en colores distintos (en inglés)